# Camaleão (filósofo)
Camaleão (em grego:  Χαμαιλέων; (c. 350–275 a.C.), foi um filósofo peripatético de Heracleia Pôntica. Ele foi um dos discípulos imediatos de Aristóteles. Ele escreveu obras sobre vários dos poetas gregos antigos, a saber:
- περὶ Ἀνακρέοντος - Sobre Anacreonte
- περὶ Σαπφοῦς - Sobre Safo
- περὶ Σιμωνίδου - Sobre Simónides
- περὶ Θεσπίδος - Sobre Téspis
- περὶ Αἰσχύλου - Sobre Ésquilo
- περὶ Λάσου - Sobre Laso
- περὶ Πινδάρου - Sobre Píndaro
- περὶ Στησιχόρου - Sobre Estesícoro

Ele também escreveu sobre a Ilíada e sobre a Comédia (περὶ κωμῳδίας). Nesta última obra tratou, entre outros assuntos, das danças da comédia. Esta obra é citada por Ateneu pelo título περὶ τῆς ἀρχαίας κωμῳδίας, que também é o título de uma obra do filósofo peripatético Eumelo. Acredita-se também que ele escreveu sobre Hesíodo, pois Diógenes Laércio diz que Camaleão acusou Heráclides do Ponto de ter roubado dele sua obra sobre Homero e Hesíodo. As obras acima foram provavelmente biográficas e críticas. Ele também escreveu os intitulados περὶ θεῶν e περὶ σατύρων, além dos tratados morais, περι ἡδονῆς (que também foi atribuído a Teofrasto), προτρεπικόν e περι μέθης. De todas as suas obras, apenas alguns fragmentos foram preservados por Ateneu e outros escritores antigos.